# Karin Mader
Katharina "Karin" Margareta Mader (1910-1973) foi uma artista holandesa conhecida pelas suas pinturas florais.

## Biografia
Mader nasceu a 27 de fevereiro de 1910 em Bayreuth, na Alemanha. Ela foi aluna de Josef Verheijen. O seu trabalho foi incluído na exposição e venda Onze Kunst van Heden (A Nossa Arte de Hoje) em 1939 no Rijksmuseum em Amesterdão. Foi membro da Federatie van Verenigingen van Beroeps Beeldende Kunstenaars (Federação das Associações de Artistas Plásticos Profissionais), em Amesterdão. Mader faleceu no dia 11 de julho de 1973, em Amstelveen.